# امتیاز نهایی
امتیاز نهایی (به انگلیسی: Match Point) فیلمی از وودی آلن است که در سال ۲۰۰۵ منتشر شد. در این فیلم موضوعاتی نظیر حرص و آز، بخت و اقبال، طبقات اجتماعی، و روابط انسانی مطرح می‌شوند که باعث شده‌است بسیاری این فیلم را ادامه اثر دیگر آلن به نام جرم‌ها و بزه‌کاری‌ها که در ۱۹۸۹ ساخته شده بدانند. قرار بود امتیاز نهایی در نیویورک فیلمبرداری و تهیه شود، اما پس از آن که آلن در به دست آوردن منابع مالی با مشکل رو به رو شد، مکان فیلم را به لندن تغییر داد. آلن برای این فیلم نامزد جایزه اسکار بهترین فیلمنامه غیر اقتباسی شد. فیلمنامهٔ این فیلم تأثیرگرفته از کتاب جنایت و مکافات داستایوسکی است.

## بازیگران
- جاناتان ریس میرز در نقش کریس ویلتون
- اسکارلت جوهانسون در نقش نولا ریس
- امیلی مورتیمر در نقش کلوئه هِوِت ویلتون
- متیو گود در نقش تام هوت
- برایان کاکس در نقش آلک هوت
- پنلوپه ویلتون در نقش الینور هوت
- اون برمنر در نقش بازرس داود
- جیمز نسبیت در نقش کارآگاه مایک بنر
- روپرت پنری-جونز در نقش هنری
- مارگارت تیزک در نقش خانم بتی ایستبی
- الکساندر آرمسترانگ در نقش آقای تاونسند
- جفری استریتفیلد در نقش آلن سینکلر
- میراندا ریسون در نقش هدر
- زوئی تلفورد در نقش سامانتا
- رز کیگان در نقش کارول
- کالین سالمون در نقش یان
- توبی کبل در نقش افسر پلیس

## داستان فیلم
کریس ویلتون (جاناتان ریس میرز) تنیس بازی ایرلندی است که به تازگی بازنشسته شده و برای امرار معاش در لندن مربی تنیس است. کریس با یکی از شاگردانش که اشراف‌زاده‌ای به نام تام هویت (متیو گود) است روابط دوستانه‌ای برقرار می‌کند. کلویی (امیلی مورتیمر) خواهر تام به کریس علاقه‌مند می‌شود و این دو با یکدیگر ازدواج می‌کنند و این ازدواج باعث می‌شود کریس به خانواده متنفذ و متمول هویت وارد شود. ازدواج کریس باعث ارتقای شغلی و ثروتمند شدن وی می‌گردد، اما در این بین کریس با نولا (اسکارلت جوهانسون) نامزد سابق تام که یک هنرپیشه آمریکایی است رابطه برقرار می‌کند. (اسپویلر) در آخر فیلم به دلیل فاش نشدن رابطه خود با نولا آن را میکشد

## تولید
این فیلم‌نامه در اصل در یک محله‌ی ثروتمند از نیویورک به نام هامپوتونس روایت می‌شد، اما پس از سفر آلن به لندن منتقل شد. یکی از علت‌های این جابجایی شاید به این خاطر بود که بخشی از هزینه‌های این فیلم توسط بخش فیلم‌های بی‌بی‌سی تامین شده بود. آلن در مصاحبه‌ای با گاردین توضیح داد که او در لندن همان نوع سبک زندگی را دیده است که در فیلمنامه وجود داشته است. آلن در این گفتگو گفته بود استودیوهای آمریکایی علاقه‌ای به ساخت فیلم‌های کوچک ندارند. تغییر دیگری که در فیلم وجود داشت آن بود که کیت وینسلت، که قرار بود در نقش نولا رایس بازی کند، یک هفته پیش از شروع فیلمبرداری از این پروژه استعفا داد. سپس اسکارلت جوهانسون این نقش را بازی کرد. 
فیلم‌برداری این فیلم در تابستان ۲۰۰۴ در لندن طی یک برنامه هفت هفته‌ای انجام شد. بعضی از نشانه‌های شهر، مانند تیت مدرن، ساختمان «کرگین» در تبر سنت ماری ۳۰، ساختمان ریچارد راجرز، ساختمان لویدز، تالار اپرای سلطنتی لندن، کاخ وست‌مینستر، پل بلکفرایرز، دانشگاه وست مینستر و سیرک کمبریج در فیلم دیده می‌شوند. صحنه‌های باشگاه تنیس نیز در باشگاه ملکه فیلم‌برداری شده است. نقاشی دیواری «دختر با بالون» بنکسی نیز هم در فیلم دیده می‌شود. صحنه‌های آپارتمان کریس و کلوئه نیز یکی از آپارتمان‌های مجلس نمایندگان در پل لامبث است و صحنه رستوران در هتل کاونت گاردن فیلم‌برداری شده است.